# Distretto di Lae
Il distretto di Lae, in inglese Lae District, è un distretto della Papua Nuova Guinea appartenente alla provincia di Morobe. Ha una superficie di 795 km² e 78.038 abitanti (Censimento del 2000).